# Polyneura guoliangi
Polyneura guoliangi — вид цикад. Описаний у 2022 році. Поширений на півдні Китаю.

## Назва
Вид названий на честь китайського ентомолога-аматора Гоу Ляна, який зібрав типовий зразок.

## Типовий матеріал
Вид відомий з єдиного зразка — самця, якого зібрано у природному заповіднику Сяохейшань у провінції Юньнань.